# Rachel Luttrellová
Rachel Luttrellová, nepřechýleně Rachel Luttrell (* 19. ledna 1971 Tanzanie) je kanadská herečka, která se narodila v Tanzanii, ale její rodina emigrovala do Kanady. Studovala balet na prestižní Ruské akademii klasického baletu a také studovala klavír na Královské hudební konzervatoři v Torontu.

## Kariéra
Po přechodu do Los Angeles se objevila jako host v televizních seriálech, jako je Pohotovost, Čarodějky a Forever Knight.
V roce 2004 zvažuje rezignaci a zápis v UCLA studovat architekturu. Nicméně, v témže roce byla obsazena v její největší roli Teyly Emmaganové ve Stargate Atlantis. Poté, co začalo jeho natáčení, vystoupila také v Zloději Stop!. V roce 2006 přijala malou roli ve filmu Snídaně pro psy a její první film bude režírovat její kolega z SGA David Hewlett.

## Filmografie
| Rok  | Film                                      | Role                | Ostatní                    |
| ---- | ----------------------------------------- | ------------------- | -------------------------- |
| 1986 | Courage                                   | Bobby's Daughter    |                            |
| 1992 | legální ulice                             | Veronica Beck       | (V televizi 1991–1992)     |
| 1992 | Forever Knight                            | Norma Alves         |                            |
| 1992 | Personal Effects                          |                     |                            |
| 1993 | Maniac Mansion                            | Lorrie              |                            |
| 1996 | Joe's So Mean to Josephine                | Girl in Bar         |                            |
| 1997 | Sleepwalkers                              | Cassandra           | (Televizní seriál)         |
| 1997 | In the House                              | Daphne              |                            |
| 1998 | Damon                                     | Brenda              | (Televizní seriál 1 série) |
| 2001 | Anne Rice's The Feast of All Saints       | Lisette             |                            |
| 2001 | Čarodějky                                 | Janna, Second Witch |                            |
| 2001 | Pohotovost                                | Paramedic           |                            |
| 2002 | Touched by an Angel                       | Marla               |                            |
| 2002 | Impostor                                  | Scan Room Nurse     |                            |
| 2003 | Everyday Use                              | Dee                 |                            |
| 2004 | Preview to Atlantis                       | sebe/Teyla Emmagan  |                            |
| 2004 | From Stargate to Atlantis: Sci Fi Lowdown | sebe/Teyla Emmagan  |                            |
| 2004 | Stargate Atlantis                         | Teyla Emmagan       | (v televizi 2004–2009)     |
| 2004 | Stop Thief!                               | Nicky               |                            |
| 2005 | The Aviary                                | Portia              |                            |
| 2006 | Snídaně pro psy                           | Ratcha              |                            |